# Милвил (Охајо)
Милвил (енгл. Millville) град је у америчкој савезној држави Охајо.

## Демографија
По попису из 2010. године број становника је 708, што је 109 (-13,3%) становника мање него 2000. године.
| Група             | 2000.       | 2010.       |
| Белци             | 803 (98,3%) | 689 (97,3%) |
| Афроамериканци    | 5 (0,6%)    | 1 (0,1%)    |
| Азијати           | 1 (0,1%)    | 6 (0,8%)    |
| Хиспаноамериканци | 0 (0,0%)    | 2 (0,3%)    |
| Укупно            | 817         | 708         |